# Pedro E. Pico
Pedro E. Pico cuyo nombre completo era Pedro Eugenio Pico fue un dramaturgo, periodista, abogado y guionista de cine que nació en Buenos Aires, Argentina el 27 de julio de 1882 y falleció en la misma ciudad el 12 de noviembre de 1945.
Estudió derecho, desde su adolescencia le atrajeron los espectáculos del “género chico” y en 1901 estrenó su primer sainete, La polca del espiante si bien más adelante prefirió olvidarla y comenzar a citar como su primera obra a ¡Para eso se paga!, estrenada en 1903 en el Teatro de la Comedia.
Si bien en sus primeras piezas aparecen problemáticas sociales, el talento de Pico se mostró más que nada en las comedias ligadas a la farsa y la burlería.
Desde muy joven participó en las luchas por el derecho de autor y en 1907 fue elegido presidente la Sociedad de Autores Dramáticos y líricos, antecedente de lo que sería luego ARGENTORES. Entre 1912 y 1918 se radicó en Santa Rosa, actualmente provincia de La Pampa, ejerció la abogacía, creó el Centro Socialista de la región, fundó y dirigió el periódico Germinal, fue elegido concejal e intendente y defendió como letrado a La Liga Agraria, que agrupaba a pequeños productores.
En su producción teatral se destacan dos líneas: la “etapa pampeana”, donde puede incluirse a Pueblerina, Trigo guacho, San Juancito de Realicó y La novia de los forasteros, entre otras piezas; y la comedia de ámbito ciudadano, entre cuyas obras se destacan Querer y cerrar los ojos, La historia se repite, Novelera, Agua en las manos y Las rayas de una cruz.
Falleció en Buenos Aires, Argentina, el 12 de noviembre de 1945.

## Premio
La Academia de Artes y Ciencias Cinematográficas de la Argentina le otorgó el premio Cóndor Académico a la mejor adaptación de 1943 por el filme Juvenilia

## Filmografía
Guionista
- El diablo andaba en los choclos (1946)
- El capitán Pérez (1946)
- Los hombres las prefieren viudas (1943)
- Juvenilia (1943)
- Stella (1943)
- La novia de los forasteros (1942)
- La novela de un joven pobre (1942)
- Cándida millonaria (1941)
- Último refugio (1941)
- La luz de un fósforo (1940)
- Con las alas rotas (1938)

## Obras teatrales
- Querer y cerrar los ojos
- Pueblerina
- Trigo guacho
- San Juancito de Realicó
- La novia de los forasteros
- La historia se repite
- Novelera
- Agua en las manos
- Las rayas de una cruz

## Premio
La Academia de Artes y Ciencias Cinematográficas de la Argentina le otorgó el premio Cóndor Académico a la mejor adaptación de 1943 por el filme Juvenilia.